# 第2回NFLオナーズ
第2回NFLオナーズは、NFLの2012年シーズンについて行われた授賞式。2012年シーズンのチャンピオンを決定する第47回スーパーボウルの前日の2013年2月2日にスーパーボウル開催地のルイジアナ州ニューオーリンズで開催された。

## 受賞者一覧
| 賞                                            | 受賞者                     | POS | チーム                             |
| --------------------------------------------- | -------------------------- | --- | ---------------------------------- |
| AP通信MVP                                     | エイドリアン・ピーターソン | RB  | ミネソタ・バイキングス             |
| AP通信最優秀コーチ賞                          | ブルース・エリアンス       | HC  | インディアナポリス・コルツ         |
| AP通信最優秀攻撃選手賞                        | エイドリアン・ピーターソン | RB  | ミネソタ・バイキングス             |
| AP通信最優秀守備選手賞                        | J・J・ワット               | DE  | ヒューストン・テキサンズ           |
| ペプシ最優秀新人賞                            | ラッセル・ウィルソン       | QB  | シアトル・シーホークス             |
| AP通信最優秀新人攻撃選手賞                    | ロバート・グリフィン3世    | QB  | ワシントン・レッドスキンズ         |
| AP通信最優秀新人守備選手賞                    | ルーク・キークリー         | LB  | カロライナ・パンサーズ             |
| GMC名シーン賞                                 | トリー・スミス             | WR  | ボルチモア・レイブンズ             |
| NFL.com最優秀ファンタジー選手                 | エイドリアン・ピーターソン | RB  | ミネソタ・バイキングス             |
| ドン・シュラ最優秀高校コーチ賞                | スティーブ・シュペヒト     | HC  | セントザビエル高校（シンシナティ） |
| ウォルター・ペイトンNFLマン・オブ・ザ・イヤー | ジェイソン・ウィッテン     | TE  | ダラス・カウボーイズ               |
| AP通信カムバック賞                            | ペイトン・マニング         | QB  | デンバー・ブロンコス               |
| FedExエアプレーヤー賞                         | ペイトン・マニング         | QB  | デンバー・ブロンコス               |
| FedExグランドプレーヤー賞                     | エイドリアン・ピーターソン | RB  | ミネソタ・バイキングス             |
| ブリヂストン最優秀プレー賞                    | レイ・ライス               | RB  | ボルチモア・レイブンズ             |
| ロードゲーム最優秀選手賞                      | コリン・キャパニック       | QB  | サンフランシスコ・49ers            |
| サルートトゥサービス賞                        | チャールズ・ティルマン     | CB  | シカゴ・ベアーズ                   |